# 音楽評論家
音楽評論家（おんがくひょうろんか）とは、音楽についての評論家である。

## 活動
CDなどの録音物の批評、演奏会のレポート・評論、音楽時評といった評論活動のほか、CDのライナーノートの執筆、音楽番組の担当、CDやコンサートの解説や企画などを行うことがある。
一般的に音楽評論家は、クラシック音楽、ポピュラー音楽のどちらかのみを担当する傾向が強く、相互をカバーする人材は少ない。むろん、それぞれのジャンルの中でも、例えば「ジャズ評論家」という肩書があるように、人によって担当する、ないしは得意とする領域は異なる。

## クラシック音楽の評論家
音楽評論家という職業がいつ成立したかについては、「音楽評論」という行為をどのように定義するのか、また、職業としての「音楽評論」と、そうではないものをどのように峻別するのかを考慮する必要がある。他の分野でもそうであるが、音楽の分野でも「批評家」「評論家」「論説家」「著述家」といった言葉が使われており、これらの意味するところは少しずつ異なるのである。ドイツの音楽学者ヴェルナー・ブラウンの『音楽批評』（シンフォニア）によると、音楽史（厳密には音楽に関する文献）上に「批評家」が登場したのは1580年代の古文書だという。「彼」にはラテン語のcriticusという言葉が与えられている。
18世紀には、雑誌「音楽批評」を創刊したヨハン・マッテゾン、週刊誌「批判的音楽家」を主宰したヨハン・アドルフ・シャイベなどが登場し、音楽におけるジャーナリズムが活発化する。なお、彼らは作曲家でもあり、演奏家でもあった。文筆活動と音楽活動が分化していくのは、しばらく後になってのことである。
19世紀になると、前世紀以上に音楽雑誌の創刊が相次ぐとともに、演奏会や楽譜への批評がより一層盛んになる。クラシック音楽の大衆化――18世紀以前においては、もっぱら王侯貴族や教会のために演奏されていた――とともに、市民が「新しい音楽」に接する時の導き役として、音楽批評の役割は大きなものとなっていったのである。岡田暁生は、『西洋音楽史』（中公新書）の中で、19世紀の音楽批評の目的を「『演奏されるにふさわしい作品』＝『末永く聴かれるに値する記念碑的作品』を選定すること」とみなしている。当世に活躍する作曲家だけでなく、歴史に埋もれた人の作品の中からも、「優れたもの」を発掘し、紹介する。没後長らく忘れられていたバッハの再発見は、このような環境で行われた。
録音媒体が発達し、演奏会に行かずとも、楽器や声楽を習わずとも、音楽を容易に享受できるようになった20世紀には、レコード批評が台頭する。それとともに、「聴くべき名曲」が定着したこともあり作品を選ぶことよりも演奏を選ぶことの方が、クラシック音楽批評の中で重要なものになっていく。作曲家と演奏家の役割が分かれていくと同様、評論家と音楽家の分業が進み、ヴァイオリニストや指揮者の前歴を持つパウル・ベッカーや、指揮者としても活動する宇野功芳、福永陽一郎のような存在は少数派となっている。音楽学を学んだ者もいれば、音楽雑誌の編集者や記者が転身することもあり、あるいは吉田秀和のように、大学では文学を学んだものの、クラシックへの傾倒ゆえに音楽評論の道に進んだ者など、音楽評論家へのコースはさまざまである。ただ、一流の演奏家が引退後に評論家に転じるというスポーツでよく見られるパターンはほとんどないが、ほぼセミリタイヤ状態になっていた作曲家の諸井誠やアンドレ・ブクレシュリエフが評論を行うという例はある。
音楽雑誌などで演奏会や録音の批評を行う者の中には、音楽学者を本職とするものも多い。また一方で音楽とは異なる本業を持つ者が、肩のこらないエッセイとして音楽評論の著作を発表する場合もある。エッセイストの中には、音楽業界に対して鋭い指摘を行う者もいる。また、雑誌連載などの枠で普段は多彩な話題を書いている音楽家の中に、時折そのような音楽批評が混ざる場合もある。たとえば、指揮者の岩城宏之はエッセイストとしても盛んに活動していたが、そのエッセーの中には音楽批評として優れた文章が多く混じっている。
クラシック音楽も多様であるため、オペラの脚本や作曲家の伝記などになると翻訳、すなわち「文学」畑の仕事もある。したがって仏文や哲学科の卒業者から音楽の評論、解説に転じる者もある。また音楽の専門教育を受けていない者でも物理学科卒業者などから作曲、音楽理論に転ずる者もいる（初期には田中正平博士）。音楽史の場合、歴史的文書の広範な解読などが必要であるため、語学と同時に歴史学の専門知識が必要であり、手抜きをすると音楽史の大家と言われるような人物の著作でも間違いを犯していることがある。昭和初期の音楽評論家の著作には中立性を欠いたものや、誤植や事実関係の詰めが甘いものも一部にあり、注意を要する。これらは歴史的文書として扱うべきで、事実関係は再調査が必要である。太平洋戦争中（第二次世界大戦中）になると音楽評論は全く機能しなくなり、音楽および音楽評論全体が単なる軍部の道具と化し、音楽家の戦争協力の問題が発生していた。
1945年以降は音楽学や音楽理論の学位を持っていない人物でも音楽評論に携わることが多くなり、ポール・グリフィスは国際的かつ在野の最も成功した学者といってよいだろう。2010年代は柴田南雄音楽評論賞やトルネオ・ミュージック・トーナメントのように音楽評論を奨励する機関は確かにあるものの、応募総数が両者ともに少なすぎるため、どこまで公平性が保てているのかは疑わしいと言わざるを得ない。

## ポピュラー音楽の評論家
クラシックとは対照的に、ポピュラー音楽を対象とする評論家の多くは、音大などで音楽を学問としては学んでいない場合が多い（難波弘之は東京音楽大学准教授）。しかしロック、ソウル、ジャズなどの専門分野に関する知識の幅の広さ、深さがあり、充分音楽評論家と呼ぶにふさわしい知識と見識を持ちあわせている。他に、音楽雑誌や芸能雑誌の記者を務めた者、アマチュアでバンド経験のある者、または音楽系の専門学校を出た者もおり、一部に大学などで音楽論を学んでいる場合もある。一度プロになった演奏家が評論に転ずる事、および演奏家が評論家を兼ねる事もときにはある。その一部は、編集者や音楽ライターと言った形で、音楽雑誌に関わっている。

### ポピュラー音楽のディスクジョッキー
ラジオにおけるディスクジョッキー担当者は音楽評論家の仕事と重なる部分がある。現在の民放ラジオは、AM、FMともに真面目に音楽評論をおこなって曲を流すタイプの番組は極めて少ないが、公共放送であるNHKFMの場合はピーター・バラカンや北中正和のように、評価の高い番組を放送しているケースもある。選曲の趣味は好みが分かれるため、ディスクジョッキーに普遍的な評価をくだすことは難しい。例えば、民放ラジオのタレント的なパーソナリティのように、人生相談、ギャグ、スポーツやファッションといった世間話の曲間トークで名前が売れた者は、音楽評論家とは区別するのが普通であろう。しかし、ロック系、ポピュラー系のレコード解説を執筆した者もおり、もちろんラジオ番組担当者でも優れた著作活動する者はいる。また、演奏家、歌手などが自分のラジオ番組で、自分のオリジナル曲を流すようなケースも多く、そういうタイプの番組は自己宣伝と指摘されても仕方ない面もある。

## 音楽評論家の例

### 日本の音楽評論家

#### クラシック音楽
- 秋山邦晴
- 池辺晋一郎
- 石田一志
- 上野晃
- 宇野功芳
- 大田黒元雄
- 岡田暁生
- 柿沼敏江
- 鍵谷幸信
- 金子建志
- 岸純信
- 許光俊
- 黒田恭一
- 小石忠男
- 佐川吉男
- 佐野光司
- 白石美雪
- 志鳥栄八郎
- 菅野浩和
- 鈴木淳史
- 武田明倫
- 長木誠司
- 出谷啓
- 冨樫康
- 戸口幸策
- 遠山一行
- 楢崎洋子
- 沼野雄司
- 野村光一
- 林田直樹
- 船山隆
- 堀内敬三
- 本間ひろむ
- 松平頼暁
- 三浦淳史
- 村田武雄
- 室田尚子
- 諸石幸生
- 門馬直美
- 山根銀二
- 吉田秀和
- 藁科雅美

クラシックのエッセイスト
- 音楽を本職とする者
  - 芥川也寸志（作曲家）
  - 岩城宏之（指揮者）
  - 柴田南雄（作曲家）
  - 茂木大輔（オーボエ奏者）
  - 團伊玖磨（作曲家）
  - 畑中良輔（声楽家・作曲家）
  - 服部公一（作曲家）
  - 諸井誠（作曲家）
  - 吉松隆（作曲家）
- 音楽を本職としない論者
  - 野村胡堂（あらえびす）
  - 五味康祐（小説家）

#### ソウル・ルーツ・ワールド
- ピーター・バラカン[要出典]
- 北中正和
- 鈴木啓志（ソウル）
- 桜井ユタカ（ソウル）
- 中村とうよう
- 鷲巣功
- 日暮泰文（Pヴァイン）
- 高地明
- 林剛
- 妹尾みえ
- 小出斉
- 吾妻光良
- 文屋章
- 陶守正寛
- 湯村輝彦

#### ジャズ
- 相倉久人
- 間章
- 岩浪洋三
- 植草甚一（ロックも）
- 大橋巨泉
- 小川隆夫
- 小川もこ
- 後藤雅洋
- 児山紀芳
- 瀬川昌久
- 高野雲
- 寺島靖国
- 中川ヨウ
- 中山康樹（ロックも）
- 柳樂光隆
- 野口久光
- 原田和典
- 平岡正明
- 本田俊夫
- 村井康司
- 油井正一

#### ロック・ポピュラー
- 糸居五郎
- 小林克也
- 八木誠
- 上柴とおる
- 矢口清治
- 石田豊
- 森直也
- 福田一郎
- 湯川れい子
- 今野雄二
- 小倉エージ
- 立川直樹
- 鈴木カツ
- 小尾隆
- 平山雄一
- 吉岡正晴
- かまち潤
- 村岡裕司（YUJIN)
- 青木啓（ジャズも）
- 山本智志
- 中将タカノリ
- 五十嵐正
- なかざわひでゆき

#### ラテン
- 竹村淳（ジャズも）
- 濱田滋郎

#### カントリー
- 森井義浩（ポップスも）
- 島田耕（ブルーグラスも）

#### ロック（ハードロック・パンクほか）
- 阿木譲
- 天辰保文
- 市川哲史
- 伊藤政則（ヘヴィ・メタル）
- 伊藤英嗣
- 大鷹俊一
- 大伴良則
- 大貫憲章（パンクなど）
- 大森庸雄
- 岡村詩野
- 小野島大
- 北村昌士
- 酒井康（ヘヴィ・メタル）
- 渋谷陽一
- 田中宗一郎
- 東郷かおる子
- 星加ルミ子
- 藤川毅（パパQ）
- 船曳将仁（プログレなど）
- 増渕英紀
- 松村雄策
- 水上はる子
- 森脇美貴夫（パンクなど）
- 山崎智之

#### テクノ
- 野田努
- 田山三樹

#### ジャンル横断
- 今井智子
- 湯浅学
- 竹中労
- 近田春夫
- 高橋健太郎
- 小池聰行
- 富澤一誠
- 永田文夫
- 能地祐子
- 萩原健太

### 海外の音楽評論家

#### ソウル・ロック・ジャズ
- ネルソン・ジョージ
- リロイ・ジョーンズ（アミリ・バラカ）
- クリフ・ホワイト
- アラン・ロマックス（ブルース研究家）
- ベン・シドラン
- ピーター・グラルニック
- グリール・マーカス

#### クラシック
- ロベルト・シューマン - 作曲家として著名だが音楽評論も行っており、ブラームスやショパンの才能を喧伝した。
- エドゥアルト・ハンスリック（ワーグナーを批判）
- アルフレート・アインシュタイン
- クラウディア・キャシディ - アメリカの女性音楽評論家。シカゴ・トリビューンの専属として、歴代のシカゴ交響楽団音楽監督を痛烈な批評で悩ませた。